# Triangle des bermudes
Triangle des bermudes (auch: TBD) ist eine französische Rapgruppe bestehend aus 3 MCs.

## Geschichte
Die Gruppe Triangle des Bermudes besteht aus MC YOSHI, der aus dem Stadtteil Épinettes in Évry-Courcouronnes im Département Essonne stammt, Mauvais djo, kongolesischer Herkunft und ebenfalls in Évry-Courcouronnes aufgewachsen sowie Kokosvoice, der aus Draveil, ebenfalls im Departement Essone, stammt.
Die drei Rapper kannten sich bereits aus Kindheitstagen und betätigten sich als MCs in Nachtclubs als Anheizer. Nach dem Erfolg der 2023 veröffentlichten Single Y'a une meuf von MC YOSHI, beschlossen sie eine Gruppe zu gründen. Der Name der Band, der übersetzt Bermudadreieck bedeutet, dient als eine musikalische Metapher. Sie haben ihn gewählt, um eine geheimnisvolle Aura zu evozieren, ähnlich der der berühmten, faszinierenden und rätselhaften geografischen Region, die sie auf der Bühne und in ihren Klängen vermitteln möchten. Der Name spiegelt auch ihre Identität als Trio wider, das wie ein Dreieck sei.
Im selben Jahr veröffentlichten sie ihr erstes Album Triangle des bermudes 1.0. 2024 folgte das zweite Album 2.0.
Im Mai 2025 traten sie bei Les Flammes auf, einer französischen Awardshow für Rap und Contemporary R&B.
Im Februar 2025 veröffentlichten sie die EP Franchement!, auf der sich der Titel Charger befand, mit dem sie ab Juni 2025 einem breiten Publikum bekannt wurden. Zwischen Januar 2025 und Juli 2025 stiegen ihre Streams um mehr als 430 %. Sie erreichten Chartplatzierungen in den französischen und Schweizer Charts.

## Diskografie

### Alben
- 2023: Triangle des bermudes 1.0
- 2024: Triangle des bermudes 2.0

### EPs
- 2025: Franchement!

### Singles
- 2023: Lunettes
- 2024: T’es mort
- 2025: La compil TDB